# اطلس شمالی معتدله

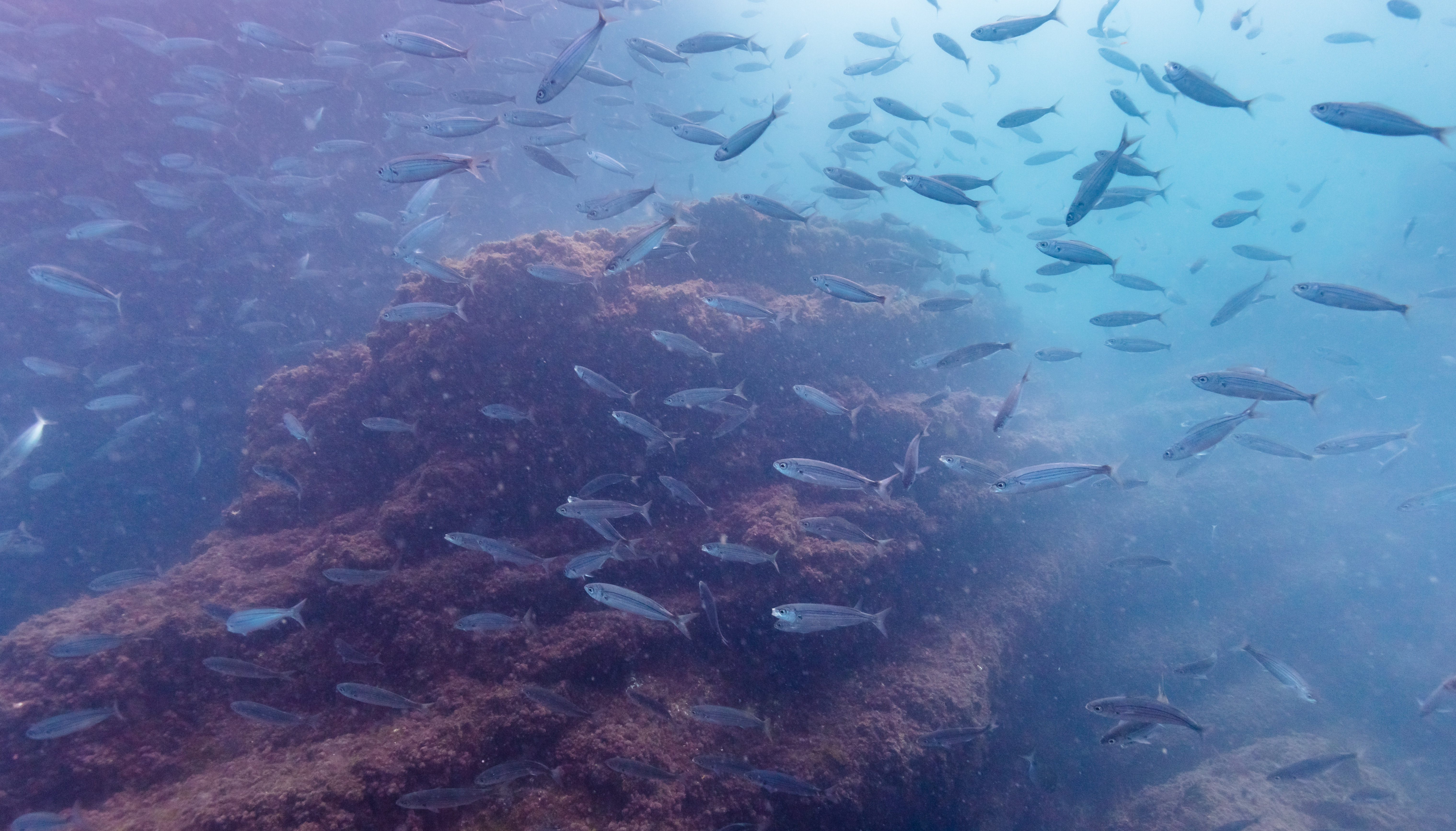
دسته‌های کفال راه‌راه در ساحل استان کانتابریا، اسپانیا

اطلس شمالی معتدله (انگلیسی: Temperate Northern Atlantic) یک منطقه زیست‌جغرافیایی دریایی در زمین است که آب‌های معتدله و جنب‌حاره‌ای اقیانوس اطلس و دریاهای پیرامونی آن شامل دریای مدیترانه، دریای سیاه و شمال خلیج مکزیک را در بر می‌گیرد.
اطلس شمالی معتدله یک قلمرو دریایی و یکی از تقسیمات جغرافیای زیستی بزرگ حوضه‌های اقیانوسی جهان است.
آب‌های حاره‌ای اقیانوس اطلس، خلیج مکزیک و دریای کاراییب بخشی از قلمرو دریایی اطلس حاره‌ای به‌شمار می‌روند. در شمال، اطلس شمالی معتدله به قلمرو شمالگان تغییر و گذار دارد.

## زیربخش‌ها
اطلس شمالی معتدله به ۶ استان دریایی تقسیم می‌شود. پنج استان بیشتر به بوم‌ناحیه‌های دریایی تقسیم می‌شوند. دریای سیاه هم استان است و هم بوم‌ناحیه.

### دریاهای شمال اروپا
- South and West Iceland
- Faroe Plateau
- نروژ جنوبی
- Northern Norway and Finnmark
- دریای بالتیک
- دریای شمال
- Celtic Seas

### لوسیتانی
- South European Atlantic Shelf
- Saharan Upwelling
- Azores Canaries Madeira

### دریای مدیترانه
- دریای آدریاتیک
- دریای اژه
- دریای شام
- Tunisian Plateau-خلیج سرت
- دریای یونان
- دریای مدیترانه
- دریای آلبوران

### دریای سیاه
- دریای سیاه

### اطلس شمال غربی معتدله سرد
- خلیج سنت لورنس-Eastern Scotian Shelf
- پشته‌های بزرگ نیوفاندلند
- Scotian Shelf
- خلیج من-خلیج فاندی
- ویرجینیا

### اطلس شمال غربی معتدله گرم
- کارولینا
- Northern Gulf of Mexico